# Cdc25
Cdc25は、細胞周期に欠陥を有する変異体として分裂酵母Schizosaccharomyces pombeから最初に単離された二重特異性ホスファターゼである。Cdc2やCdc4などの他の細胞周期関連タンパク質や遺伝子と同様、"cdc"は"cell division cycle"を意味している。このホスファターゼはプロテインチロシンホスファターゼのサブクラスを構成するとみなされている。Cdc25は標的となるサイクリン依存性キナーゼ（Cdk）から阻害的なリン酸基を除去することで、M期やS期など細胞周期のさまざまな段階への移行と通過を制御する。

## Cdk1の活性化機能
Cdc25は、Cdkの活性部位の残基からリン酸基を除去することでCdkを活性化する。また、M-Cdk（Cdk1とサイクリンBの複合体）によるリン酸化はCdc25を活性化する。Cdc25はWee1とともに、M-Cdkのスイッチ様の挙動を可能にする。こうしたスイッチ様の挙動によって、M期への迅速かつ不可逆的な移行が強制される。ヒトではCdc25ファミリーの酵素CDC25A、CDC25B、CDC25CがG1期からS期への移行やG2期からM期への移行を制御することが知られている。

## 構造
Cdc25の構造は2つの主要な領域に分けられる。N末端領域は多様性が高く、リン酸化とユビキチン化の部位が存在し、ホスファターゼ活性を調節する。C末端領域は相同性が高く、触媒部位が存在する。

## 進化と種分布
Cdc25は進化の過程でよく保存されており、酵母などの菌類から、ヒトを含む、これまで研究が行われた全ての後生動物で単離されている。一方、真核生物の中でも植物は例外である可能性がある。植物のCdc25と推定されるタンパク質は、触媒にカチオンを利用することなど、二重特異性ホスファターゼよりもセリン/スレオニンホスファターゼに近い特徴を持ち、他の生物のCdc25ホスファターゼと同様の機能を有しているかに関しては疑問が呈されている。
Cdc25ファミリーは、高等動物の細胞周期や生活環の複雑性と関連して拡大しているようである。酵母は1つのCdc25（と遠い関係にあるIbp1 [Itsy-bitsy phosphatase 1]）を持つ。キイロショウジョウバエDrosophila melanogasterは、それぞれ有糸分裂と減数分裂を制御するstringとtwineと呼ばれる2つのCdc25を持つ。他の大部分のモデル生物は、Cdc25A、Cdc25B、Cdc25Cと呼ばれる3つのCdc25を持つ。例外的に線虫Caenorhabditis elegansは、4つのCdc25（Cdc-25.1からCdc-25.4）を持つ。

## ノックアウトマウス
Cdc25の高度な保存性は細胞生理における重要性を示唆しているが、Cdc25BとCdc25Cのノックアウトマウスは（各々の変異体と二重変異体の双方が）生存可能であり、細胞周期に大きな変化は見られない。このことは他のCdk調節酵素（Wee1やMyt1など）やCdc25Aの活性が機能的な補償を行っていることを示唆している。一方で、Cdc25Aのノックアウトマウスは致死となる。

## ヒトの疾患において
Cdc25をコードする遺伝子、特にCDC25AとCDC25Bはヒトのがん原遺伝子であり、多数のがんで過剰発現していることが示されている。細胞周期においてCdc25が果たす中心的な役割は、新たな化学療法（抗がん剤）の標的として製薬業界から大きな注目を集めている。しかしながら現時点では、これらの酵素を標的とした臨床使用が可能な化合物は報告されていない。
活性部位に結合する強力な低分子Cdc25阻害剤は、天然物、親油性の酸、キノノイド、求電子剤、スルホニル化アミノチアゾール、リン酸生物学的等価体など、さまざまな分類のものが多数同定されている。タンパク質基質との配列相同性に基づいたペプチド由来の阻害剤の開発も可能であるが、こうした化合物は適切なADME特性を持たないため、医薬品としての利用には困難を伴う。

### 遺伝子
- CDC25A
- CDC25B
- CDC25C